# Mercedes-Benz M282

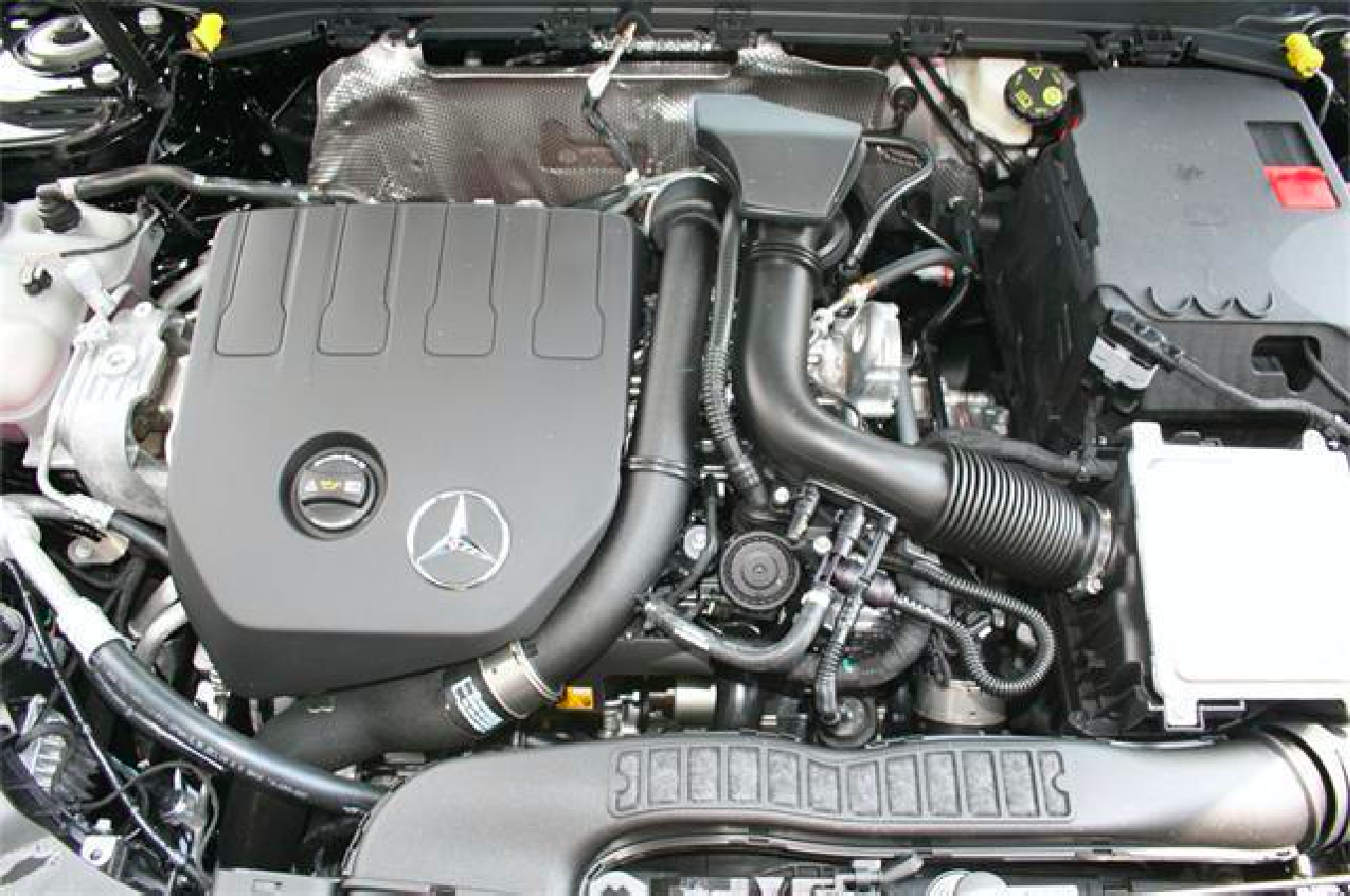

La sigla M282 identifica un motore a scoppio prodotto a partire dal 2018 dalla casa automobilistica tedesca Mercedes-Benz

## Caratteristiche

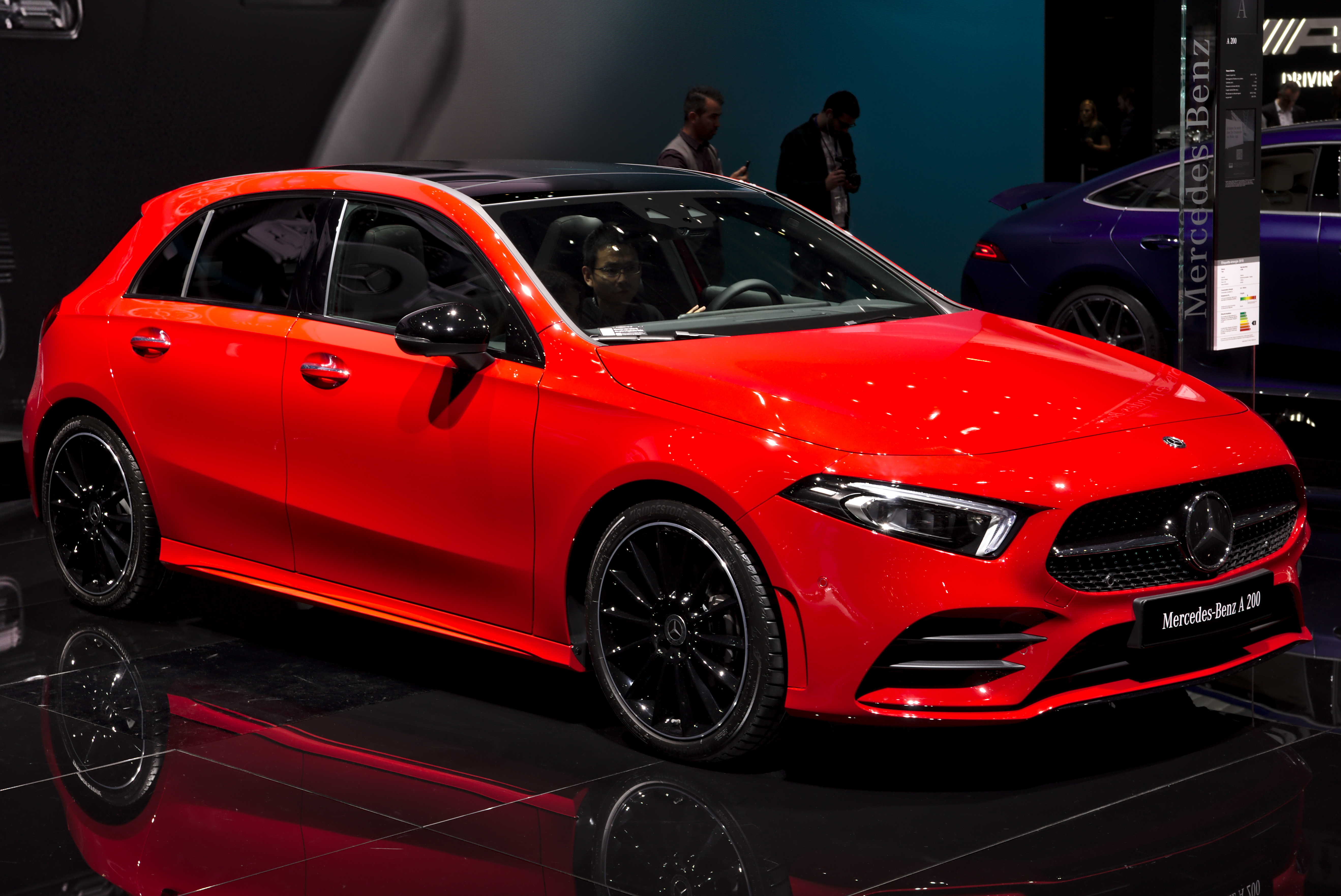
Il motore M282 ha esordito sotto il cofano della quarta generazione della Classe A.

Frutto dell'alleanza industriale fra la Daimler e l'alleanza Renault-Nissan-Mitsubishi, questo motore deriva direttamente dall'unità H5Ht sviluppata dalla Casa francese e che alla fine del 2017 ha già esordito sotto il cofano della quarta generazione della Renault Scénic. Si tratta quindi di un motore quadricilindrico in linea da 1,3 litri di cilindrata con alimentazione a iniezione diretta, che nelle intenzioni della Casa tedesca deve andare a sostituire il 1.6 turbo della famiglia M270. Anche il nuovo motore è dunque sovralimentato mediante turbocompressore, con valvola wastegate comandata elettricamente mediante un attuatore.
Il motore M282 viene prodotto nello stabilimento MDC Power GmbH di Kölleda (Germania), un sito produttivo di proprietà della Daimelr AG. Rispetto al motore H5Ht prodotto in Francia, cambia leggermente la misura della corsa, salita da 81,2 a 81,4 mm, con conseguente leggerissimo aumento di cilindrata da 1330 a 1332 cm3 (la misura dell'alesaggio è invece invariata a 72,2 mm). La distribuzione con comando a catena prevede l'ormai quasi universalmente utilizzata soluzione bialbero in testa a 4 valvole per cilindro, con un rapporto di compressione pari a 10,6:1 e la possibilità di essere accoppiato sia a un cambio manuale sia a un cambio a doppia frizione. In quest'ultimo caso, il motore è provvisto anche del sistema di disinserimento di due dei quattro cilindri. Un'altra particolarità del M282 è la presenza di un filtro antiparticolato (GPF Gasoline Particulate Filter). Nonostante si tratti di un motore a benzina, il motore M282 viene dotato di tale dispositivo per scongiurare un difetto tipico dei motori a iniezione diretta di benzina, che tendono anch'essi a emettere delle polveri sottili come se si trattasse di un Diesel.

### Applicazioni
| Motore M282 |                          |                |                |                                    |                                   |
| Variante    | Rapporto di compressione | Potenza CV/rpm | Coppia Nm/rpm  | Applicazioni                       | Anni di produzione                |
| 1.          | -                        | 102/4500       | 200/1500       | Mercedes-Benz Citan 110 W420       | dal 09/2021                       |
| 2.          | 10,6                     | 109/6000       | 180/ 1375-3500 | Mercedes-Benz A 160 W177           | dal 07/2018                       |
| 2.          | 10,6                     | 109/6000       | 180/ 1375-3500 | Mercedes-Benz B 160 W247           | dal 04/2019                       |
| 3.          | 10,6                     | 130/4500       | 240/1600       | Mercedes-Benz Citan 110 W420       | dal 09/2021                       |
| 4.          | 10,6                     | 136/5000       | 200/ 1600-4000 | Mercedes-Benz A 180 W177           | dal 07/2018                       |
| 4.          | 10,6                     | 136/5000       | 200/ 1600-4000 | Mercedes-Benz A 180 Berlina V177   | dal 06/2019                       |
| 4.          | 10,6                     | 136/5000       | 200/ 1600-4000 | Mercedes-Benz A 180 L Sedan Z177   | dal 05/2018 (solo mercato cinese) |
| 4.          | 10,6                     | 136/5000       | 200/ 1600-4000 | Mercedes-Benz B 180 W247           | dal 12/2018                       |
| 4.          | 10,6                     | 136/5000       | 200/ 1600-4000 | Mercedes-Benz CLA 180 C118         | dal 02/2019                       |
| 4.          | 10,6                     | 136/5000       | 200/ 1600-4000 | Mercedes-Benz GLA 180 H247         | dal 07/2020                       |
| 4.          | 10,6                     | 136/5000       | 200/ 1600-4000 | Mercedes-Benz GLB 180 X247         | dal 04/2020                       |
| 5.          | 10,6                     | 160/5500       | 250/ 1620-4000 | Mercedes-Benz A 250e W177 / V177   | dal 08/2019                       |
| 5.          | 10,6                     | 160/5500       | 250/ 1620-4000 | Mercedes-Benz CLA 250e C118 / X118 | dal 06/2020                       |
| 5.          | 10,6                     | 160/5500       | 250/ 1620-4000 | Mercedes-Benz B 250e W247          | dal 06/2020                       |
| 6.          | 10,6                     | 163/5500       | 250/ 1620-4000 | Mercedes-Benz A 200 W177           | dal 04/2018                       |
| 6.          | 10,6                     | 163/5500       | 250/ 1620-4000 | Mercedes-Benz A 200 Berlina V177   | dall'11/2018                      |
| 6.          | 10,6                     | 163/5500       | 250/ 1620-4000 | Mercedes-Benz A 200 L Sedan Z177   | dal 05/2018                       |
| 6.          | 10,6                     | 163/5500       | 250/ 1620-4000 | Mercedes-Benz B 200 W247           | dal 12/2018                       |
| 6.          | 10,6                     | 163/5500       | 250/ 1620-4000 | Mercedes-Benz CLA 200 C118         | dal 02/2019                       |
| 6.          | 10,6                     | 163/5500       | 250/ 1620-4000 | Mercedes-Benz GLA 200 H247         | dal 02/2020                       |
| 6.          | 10,6                     | 163/5500       | 250/ 1620-4000 | Mercedes-Benz GLB 200 X247         | dall'11/2019                      |